# تجمع ساحل الأطلسي

تجمع ساحل الأطلسي (ACC) هو دوري رياضي للجامعات بالولايات المتحدة. تأسس في عام 1953 في نورث كارولاينا، يضم هذا الدوري 23 رياضة للجامعات الإثني عشر الأعضاء في التجمع.
ويعتبر تجمع ساحل الأطلسي (ACC) واحد من ستة تجمعات رياضية تسمى بتجمعات القوة، كما أن أشهر ألعابها هو دوري كرة السلة للرجال الخاص بها.